# Kråktjärnen (Bygdeå socken, Västerbotten, 712937-172655)
Kråktjärnen är en sjö i Robertsfors kommun i Västerbotten och ingår i Dalkarlsåns huvudavrinningsområde.